# Список умерших в 931 году

## Март
- 15 марта — Стефан VII (VIII), Римский Папа (928—931).

## Май
- 29 мая — Химено II Гарсес, король Наварры (925—931) из династии Хименес[1].

## Август
- Христофор Лакапин, византийский император (921—931).

## Сентябрь
- 3 сентября — Император Уда (63), 59-й император Японии (887—897), синтоистское божество.

## Дата смерти неизвестна или требует уточнения
- Госберт, граф Ампурьяса и Руссильона (916—931) из Ампурьясской династии[2].
- Исфаханский махди (Абу-ль-Фадль аль-Маджуси), молодой перс, который был провозглашён махди (мессией) лидером карматов Абу Тахиром аль-Джаннаби.